# Trichosanthes rotundifolia
Trichosanthes rotundifolia är en gurkväxtart som beskrevs av Rugayah. Trichosanthes rotundifolia ingår i släktet Trichosanthes och familjen gurkväxter. Inga underarter finns listade i Catalogue of Life.